# Bestuurlijke indeling van Irak
Irak is sinds 1976 ingedeeld in achttien gouvernementen of provincies (muhafazah). Tijdens de Golfoorlog van 1991 claimde Irak het bezette Koeweit als het "negentiende gouvernement."
De provinciale indeling is onderwerp van politiek debat in Irak en de toekomstige indeling is derhalve zeer onzeker.

## Gouvernementen
| Nr. | Provincie                              | Hoofdstad                 |
| --- | -------------------------------------- | ------------------------- |
| 1.  | Bagdad (بغداد)                         | Bagdad                    |
| 2.  | Salah ad-Din (صلاح الدين)              | Tikrit                    |
| 3.  | Diyala (ديالى)                         | Baquba                    |
| 4.  | Wasit (واسط)                           | Al Koet                   |
| 5.  | Maysan (ميسان)                         | Amarah                    |
| 6.  | Basra (البصرة)                         | Basra                     |
| 7.  | Dhi Qar (ذي قار)                       | Nasiriya                  |
| 8.  | Al-Muthanna (المثنى)                   | As-Samawah                |
| 9.  | Al-Qadisiyah (القادسية)                | Al Diwaniyah              |
| 10. | Babil (بابل)                           | Hilla                     |
| 11. | Karbala (كربلاء)                       | Karbala                   |
| 12. | An-Najaf (النجف)                       | Najaf                     |
| 13. | Al-Anbar (الأنبار)                     | Ramadi                    |
| 14. | Ninawa (نينوى)                         | Mosoel                    |
| 15. | Duhok (ook Bahdinan) (دهوك)            | Duhok                     |
| 16. | Erbil (ook Hazaban, of Hawlêr) (أربيل) | Erbil (Koerdisch: Hawlêr) |
| 17. | Kirkuk (التعميم)                       | Kirkuk                    |
| 18. | Suleimaniya (ook Baban) (السليمانية)   | Suleimaniya               |

## Koerdistan
De Koerdische Autonome Regio is gelegen in de 3 provincies Duhok, Erbil, en Suleimaniya; deze regio hanteert een iets afwijkende provinciale indeling.